# Tagadà

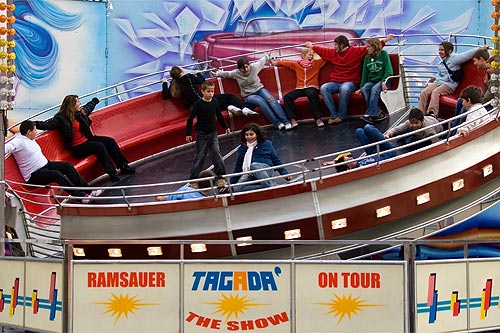
Giostra Tagadà

Il tagadà è una giostra meccanica diffusa dagli anni ottanta e presente nella maggior parte dei luna park itineranti d'Italia.

## Struttura
Si compone di una base a forma di disco sul cui perimetro sono disposti una serie di divanetti rivolti verso il centro dell'attrazione. L'intera attrazione ruota su sé stessa a velocità variabile e durante la rotazione, grazie ad alcuni pistoni idraulici o pneumatici (ad aria compressa), viene fatta inclinare in modo ondulatorio e in maniera repentina, facendo sobbalzare i passeggeri. Dall'impianto sonoro della giostra si ascolta quasi sempre una colonna sonora composta dai più noti brani dance del momento.

## Azione meccanica
La giostra è montata su una base inclinata di circa 20° e viene fatta ruotare da un motore che raggiunge una velocità massima di dodici giri al minuto. A seconda della progettazione, può essere provvista di due o quattro pistoni di spinta, che garantiscono un'inclinazione in movimento compresa tra 20° e 45°. L'intera giostra è progettata in modo da poter essere racchiusa su un rimorchio per il trasporto. La struttura pesa circa venti tonnellate e il montaggio avviene in otto ore in dodici persone.
La gestione del "giro" può essere controllata in automatico o (come più spesso succede) da un operatore, che decide durata, velocità e ondulazioni, utilizzando un'apposita pulsantiera presente nella cassa.